# 다데
다데(본명: 배어진, 1994년 11월 8일 ~ )는 대한민국의 전직 리그 오브 레전드 프로게이머로 선수 시절 아이디는 dade이다. 포지션은 미드라이너였다. 현재 트위치에서 개인방송을 진행하고 있다. 

## 선수 시절
2012년 9월 7일 CJ 엔투스에 입단하면서 프로 커리어를 시작했다. 2012년에 치러진 롤드컵 선발전에서 데뷔를 했다. 2012-2013 윈터 시즌에서는 아쉬운 모습을 보여주기도 했다.
2013 스프링 시즌을 앞두고 MVP 오존에 입단했다. 2013 스프링 시즌에서는 좋은 모습을 보여주면서 팀의 우승에 기여했다. 다데는 결승전 MVP를 수상했다. 2013 서머 시즌에서는 좋지 못한 모습을 보여주었다. 롤드컵 시즌 3에 출전했다. 하지만 롤드컵에서도 좋지 못한 모습을 보여주면서 팀의 조별리그 탈락에 기여하고 말았다.
2013-2014 윈터 시즌에서는 좋아진 모습을 보여주면서 팀의 준우승에 기여했다. 
2014 스프링 시즌을 앞두고 형제팀인 삼성 갤럭시 블루로 자리를 옮겼다. 스프링 시즌에서는 좋은 모습을 보여주었다. 스프링 종료 이후 MVP에 선정되었다. LoL 마스터즈에서도 팀의 우승에 기여했다. 서머 시즌에서도 팀의 준우승에 기여했다. 롤드컵 2014에서도 팀의 4강 진출에 기여했다.
2015시즌을 앞두고 중국 리그의 팀 M3에 입단했다.
2016시즌을 앞두고 QG 래퍼즈에 입단했다. 하지만 경기에 출전하지 못했으며 2016년 3월, 팀에서 퇴단했다.
2016년 5월, 다시 팀에 입단했다. 2016시즌 종료 후 팀에서 퇴단했다.

## 소속팀
| # | 팀명      | 소속 기간              | 소속 리그 | 비고 |
| - | --------- | ---------------------- | --------- | ---- |
| 1 | CJ 엔투스 | 2012.09.07~2013.02     | LCK       |      |
| 2 | MVP 오존  | 2013.02.27~2014.10.31  | LCK       |      |
| 3 | 팀 M3     | 2014.12.06~2015.12.03  | LPL       |      |
| 4 | QG 래퍼즈 | 2016.01.12~2016.3.13   | LPL       |      |
| 5 | 뉴비      | 2016.05.10~ 2016.11.24 | LPL       |      |

## 수상 내역
- 컨디션 헛개수 나이스게임TV 리그 오브 레전드 배틀 윈터 2012-2013 준우승
- LoL 클럽 마스터즈 2013 우승
- 올림푸스 리그 오브 레전드 챔피언스 스프링 2013 우승
- 올림푸스 리그 오브 레전드 챔피언스 스프링 2013 최우수선수
- 제2회 LoL AMD 인벤 챔피언십 프로팀 최강전 우승
- 판도라TV 리그 오브 레전드 챔피언스 윈터 2013-2014 준우승
- 핫식스 리그 오브 레전드 챔피언스 스프링 2014 우승
- 핫식스 리그 오브 레전드 챔피언스 스프링 2014 최우수선수
- SK텔레콤 LTE-A LoL 마스터즈 2014 우승
- 핫식스 리그 오브 레전드 챔피언스 서머 2014 준우승
- 리그 오브 레전드 월드 챔피언십 2014 4강